# Eskil Ridderstad
Carl Rudolf Eskil Henningsson Ridderstad, född 15 maj 1881 i Linköping, död där den 31 mars 1962, var en svensk tidningsman. Han var farfar till Per S. Ridderstad.
Han var son till kapten Carl Ludvig Henning Ridderstad och Bertha Clara Wall, och brorson till Wilhelm och Anton Ridderstad. Han gifte sig 1909 med författarinnan Stina Bildt.
Efter mogenhetsexamen i Linköping 1899 påbörjade han en militär karriär, men överfördes 1928 som major på övergångsstat och 1936 i reserven. Sedan 1904 hade Ridderstad funnits i Östgöta Correspondentens styrelse. Verkställande direktör för Östgöta Correspondenten var han 1919-1954 och dess chefredaktör 1930–1953. Under hans chefredaktörskap blev ÖC en av landsortens mest spridda tidningar. Under andra världskriget angreps tidningen för sin tyskvänlighet. Han var representant för Allmänna valmansförbundet i stadsfullmäktige i Linköping 1923–1926 och 1932–1946. Eskil Ridderstad är begravd på Gamla griftegården i Linköping.